# 汉索姆马车

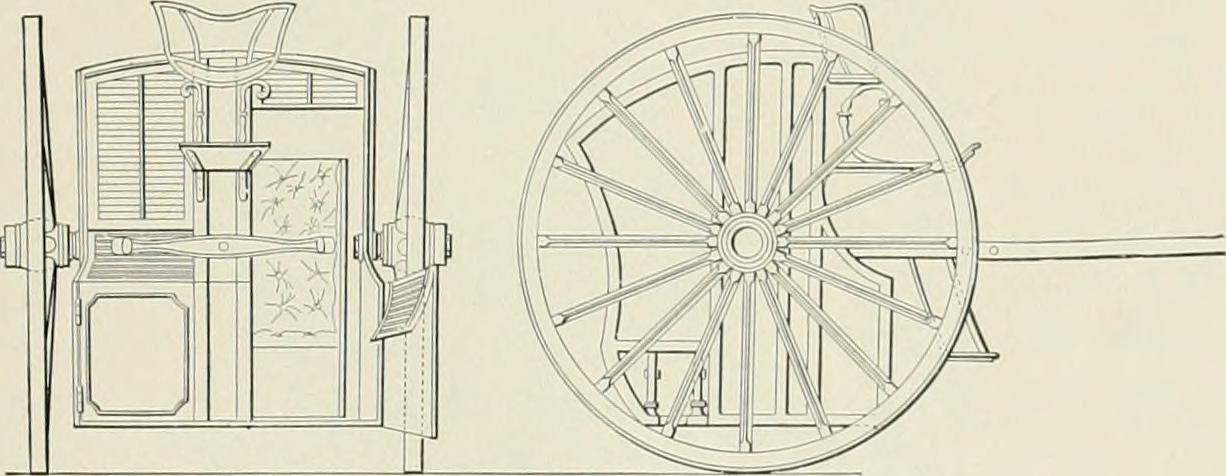
汉索姆马车的1834年专利规格图。设计为承载一名乘客，以高罩将乘客与车夫在中间隔开，并有方形车身，方形框架，车轮与车辆一样高。

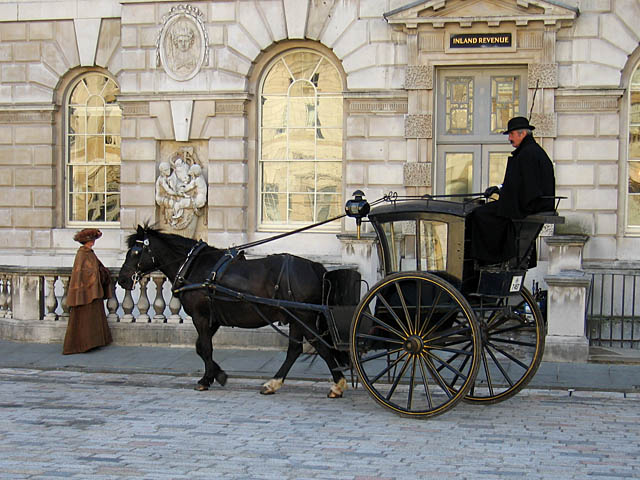
电影中的汉索姆马车和车夫，来自于设定在 1903年伦敦的电影。

汉索姆马车（英语：Hansom cab）是一种马车，由英国建筑师约瑟夫·汉森于1834年设计并获得专利。最初称为汉索姆安全马车，旨在将速度与安全性相结合，重心可低，并可安全转弯。 汉索姆的原始设计被John Chapman和其他人改进，但保留了汉索姆的名字。
汉索姆马车英语原名Hansom cab中的cab是cabriolet（有蓬两轮轻马车）的缩写，体现了设计与cabriolet的相同之处。汉索姆马车取代了哈克尼马车，成为最常用的出租车。出租车后来引入了发条机械计价器，计价器的名称 taxi 和 taxicab 成为了英语出租车的代名词。
汉索姆马车非常受欢迎，因为它速度快、重量轻，可以由一匹马牵引，使得它比更大的四轮马车旅行更便宜。汉索姆马车也足够灵活，可以在十九世纪的伦敦臭名昭著的交通拥堵中绕过其他马车。
在其最流行的时期，有多达7500辆汉索姆马车，并迅速传播到英国（包括爱尔兰）的其他城市，以及欧洲大陆的城市，特别是巴黎、柏林和圣彼得堡。在19世纪后期，也被引入其他大英帝国的城市及美国的城市，在美国城市中，又以纽约最常见汉索姆马车。